# Eroticoscincus graciloides
Genre
Espèce
Synonymes
- Lygosoma graciloides Lönnberg & Andersson, 1913
- Lygosoma scharfii Boulenger, 1915

Eroticoscincus graciloides, unique représentant du genre Eroticoscincus, est une espèce de sauriens de la famille des Scincidae.

## Répartition
Cette espèce est endémique du Queensland en Australie.

## Publications originales
- Lönnberg & Andersson, 1913 : Results of Dr. E. Mjöbergs Swedish Scientific Expeditions to Australia 1910-13. 3. Reptiles. Kongliga Svenska Vetenskaps Akademiens Handlingar, Stockholm, vol. 52, p. 1-17 (texte intégral).
- Wells & Wellington, 1984 "1983" : A synopsis of the class Reptilia in Australia. Australian Journal of Herpetology, vol. 1, no 3/4, p. 73-129 (texte intégral).